# 비단조개목
비단조개목(Solemyoida)은 이매패강에 속하는 연체동물 목의 하나이다. 개흙조개과와 비단조개과를 포함하고 있다.

## 분류

### 1969년 분류
1969년 뉴웰(Newell)은 이매패류 분류에서 비단조개목(Solemyoida)을 음치아강(Cryptodonta)의 현존하는 유일한 목으로 분류했다.
- 음치아강(Cryptodonta)
  - † Praecardioida
    - † Butovicellidae
    - † Praecardiidae
    - † Antipleuridae

  - 비단조개목(Solemyoida)
    - 비단조개상과(Solemyoidea)
      - 비단조개과(Solemyidae) J. E. Gray, 1840
      - Manzanellidae Chronic, 1952

### 2010년 분류
비엘레(Bieler)와 카터(Carter) 그리고 코안(Coan)은 2010년에 출판한 이매패류에 관한 새로운 분류법에서 비단조개목을 원새아강에 포함시키고 아래와 같이 분류했다.
- 원새아강(Protobranchia)
  - 애호두조개목(Nuculida)
  - 맵시조개목(Nuclanoida)
  - 비단조개목(Solemyoida)
    - Manzanelloidea
      - † Manzanellidae
      - 개흙조개과(Nucinellidae) H. Vokes, 1956

    - 비단조개상과(Solemyoidea)
      - 비단조개과(Solemyidae)

## 참고 문헌
- Powell A. W. B., New Zealand Mollusca,William Collins Publishers Ltd, Auckland, New Zealand 1979 ISBN 0-00-216906-1